# Franz Stuschke
Franz Stuschke (* 5. Juni 1829 in Nieder Hermsdorf; † 15. September 1880) war ein deutscher Verwaltungsjurist.

## Leben
Stuschke studierte von 1850 bis 1853 Rechtswissenschaft an der Schlesischen Friedrich-Wilhelms-Universität. Er wurde 1851 im  Corps Borussia Breslau recipiert und bewährte sich als Consenior. Nach den Examen trat er in die innere Verwaltung des Königreichs Preußen. 1861 wurde er Bürgermeister in Glatz. Als Mitglied der Freikonservativen Partei saß er von 1871 bis 1876 im Preußischen Abgeordnetenhaus. Ab dem zweiten Jahr in der 11. Legislaturperiode (1870–1873) und über die ganze 12. Legislaturperiode (1873–1876) vertrat er den Wahlkreis Breslau 8 (Neurode/Glatz/Habelschwerdt).